# Cave
Cave — сингл британской альтернативной рок-группы Muse с их дебютного альбома «Showbiz» (1999).

## О песне
Песня исполнялась вживую в 1998—2001 годах, однако в 2009 году вновь появилась на концертах — в джазовой версии с ведущей ролью клавишных. Версии песни на Showbiz и Muse EP заметно отличаются друг от друга.
Мэтт: «Идея песни пришла из американской книжки „Мужчины с Марса, женщины с Венеры“. Она о том, как человек в состоянии стресса пытается убежать от окружающего мира».